# 大地震 (1974年の映画)
『大地震』（だいじしん、Earthquake）は、1974年公開のアメリカ映画。同年に日本公開。パニック映画かつ災害映画。ユニバーサル・ピクチャーズ作品。

## 概要
1970年代のパニック映画ブームを代表する作品の一つである。ユニバーサル映画の副社長（当時）のジェニングス･ラングが制作総指揮を務め、脚本は映画『ゴッドファーザー』（1972）の原作者で脚本も手がけたマリオ・プーゾ、制作・監督は『チャンピオン』（1949）の監督マーク・ロブソン。出演は、『ベン・ハー』（1959）他スペクタクル映画に多数出演しているチャールトン・ヘストン、『北京の55日』（1963）でヘストンとも共演した往年の大女優エヴァ・ガードナー、西部劇の長寿テレビシリーズ『ボナンザ』（1959～1973）で主演を務めたローン・グリーン、『1000日のアン』（1969）でアカデミー主演女優賞にノミネートされたジュヌビエーブ・ブジョルド、『大空港』（1970）などの名脇役ジョージ・ケネディといった、オールスター・キャストであった。
しかし、この映画の第一の呼び物は、"センサラウンド"という地震を疑似体験できる音響効果で、公開当時は大変な評判となり、アカデミー音響賞も受賞するに到った。ラングは同時期に、同じヘストンとケネディを起用して、航空パニック映画『エアポート'75』も制作しており、日本では両映画とも1975年の正月映画として上映された（公開は前年12月から）が、話題性ではセンサラウンドの『大地震』の方が注目を集めた。
本作は1974年の映画の世界興行成績で第6位、日本では1975年度の外国映画配給収入で第2位であった。
本来日本語の「大地震」は「おおじしん」だが、日本の配給会社が邦題を決めるとき、インパクトを与えるためあえて「だいじしん」とした。

## ストーリー
舞台はロサンゼルス。建築会社副社長で建築技師のスチュアート・グラフ（チャールトン・ヘストン）の妻は、社長サム・ロイス（ローン・グリーン）の娘レミー（エヴァ・ガードナー）だったが、二人の関係は冷え切っていた。スチュアートは、事故死した同僚の未亡人で一人息子のいるデニス・マーシャル（ジュヌビエーブ・ブジョルド）を何かと気にかけており、レミーは嫉妬にかられていた。そんな折、ロサンゼルス一帯を大地震が襲い、高層ビルやハイウェイが倒壊した。市民は救急診療所の設置された地下駐車場に避難したが、サムは死亡。そこへ余震が襲い、レミーもデニスも生き埋めとなる。スチュアートは、警官のルー・スレード（ジョージ・ケネディ）と共に救出活動を行うが、ハリウッド・ダムが決壊して濁流が迫る。

## センサラウンド
センサラウンド"Sensurround"とは、"Sense"（感覚）と"Surroud"（包囲）を合成した造語で、MCAとユニバーサル映画が共同開発した音響効果であり、サラウンドとは異なるものである。当時は通常4チャンネルだったサウンドトラックに、特殊効果音専用のコントロール・トラックを加え、専用スピーカーで低周波の音波を発生させて、あくまで観客が地震のような振動を体感できるというもので、実際に観客席そのものを振動させるわけではない。専用スピーカーは、約100kgのものを原則16個使用。その電力は、約2000Wにもなる。「大地震」以降では、『ミッドウェイ』（1976年）、『ジェット・ローラー・コースター』（1977年）、劇場版『宇宙空母ギャラクティカ』（1978年）で使用されたが、その後使われなくなった。テレビ放送や（Blu-rayとUltra HD Blu-rayを除く）ソフトには技術上対応していないため、この効果を体感することはできない。2006年にシネラマ方式と合わせて本作のセンサラウンドが再現上映されている。

## エピソード
有楽座での本映画の上映時、隣の東宝会館4階・芸術座にて山田五十鈴が座長として『たぬき』を上演しており、センサラウンドによって本物の地震と誤解した山田が激怒するという出来事があった。これを受けて以後、同館は音響を弱めて上映することとなった。

## キャスト
| 役名                 | 俳優                                                                            | 日本語吹き替え | 日本語吹き替え |
| 役名                 | 俳優                                                                            | TBS版          | テレビ朝日版   |
| -------------------- | ------------------------------------------------------------------------------- | -------------- | -------------- |
| スチュアート・グラフ | チャールトン・ヘストン                                                          | 納谷悟朗       | 納谷悟朗       |
| レミー・グラフ       | エヴァ・ガードナー                                                              | 翠準子         | 翠準子         |
| ルー・スレード       | ジョージ・ケネディ                                                              | 大宮悌二       | 小林清志       |
| サム・ロイス         | ローン・グリーン                                                                | 高塔正康       | 山内雅人       |
| デニス・マーシャル   | ジュヌヴィエーヴ・ビュジョルド                                                  | 芝田清子       | 田島令子       |
| マイルズ・クエイド   | リチャード・ラウンドトゥリー                                                    | 若本規夫       | 若本規夫       |
| ジョディ             | マージョ・ゴートナー                                                            |                | 小林勝也       |
| ローザ               | ヴィクトリア・プリンシパル                                                      | 小山茉美       | 小宮和枝       |
| サル                 | ガブリエル・デル                                                                |                | 池水通洋       |
| コーリー             | タイガー・ウィリアムズ                                                          |                | 浪川大輔       |
| バーバラ             | モニカ・ルイス                                                                  |                | 前田敏子       |
| ラッセル             | キップ・ニーヴン                                                                |                | 曽我部和恭     |
| 酔っ払い             | ウォルター・マッチャンスカヤスキー （カメオ出演したウォルター・マッソーの変名） | 富田耕生       |                |

- TBS版 - 初放送1981年10月5日『月曜ロードショー』 ※初回放送は拡大枠、思い出の復刻版DVDには短縮版（約93分）が収録
- テレビ朝日版 - 初放送1986年8月31日『日曜洋画劇場』

## スタッフ
- 製作・監督：マーク・ロブソン
- 製作総指揮：ジェニングス・ラング
- 脚本：マリオ・プーゾ、ジョージ・フォックス
- 撮影：フィリップ・ラスロップ
- 音楽：ジョン・ウィリアムズ
- 日本語字幕：飯嶋永昭

## 注・参照
1. 1 2  “Earthquake”. Box Office Mojo (Amazon.com) 2012年2月5日閲覧。
2. ↑  『キネマ旬報ベスト・テン全史: 1946-2002』キネマ旬報社、2003年、206-207頁。ISBN 4-87376-595-1。
3. ↑  “Movie list by worldwide gross” (英語).   WorldwideBoxoffice.com. 2009年9月6日閲覧。
4. ↑  “興行成績一覧”.  キネマ旬報. 2009年9月6日閲覧。[リンク切れ]
5. ↑  『大地震』劇場用パンフレット 東宝株式会社事業部、昭和49年12月
6. ↑  EARTHQUAKE in 70mm & SENSURROUND @ Schauburg - Cinerama 2006
7. ↑  高井英幸『映画館へは、麻布十番から都電に乗って。』KADOKAWA、2010年、270頁。ISBN 978-4-04-885080-3。
8. ↑  Walter_Matthau_in_Earthquake_(1974)